# Jumellea
Jumellea Schltr., 1914 è un genere di piante appartenente alla famiglia delle Orchidacee.
Il nome del genere è un omaggio al botanico francese Henri Lucien Jumelle (1866-1935).

## Descrizione
Sono orchidee epifite o litofite che si caratterizzano per le infiorescenze uniflore,  con fiori stellati invariabilmente di colore bianco, con sepali e petali di uguale lunghezza, saldati alla base, e un labello intero, con solco centrale collegato all'orifizio dello sperone; il gimnostemio contiene 2 pollinii globosi o subglobosi.

Le diverse specie si differenziano in base alla lunghezza dello sperone, alle dimensioni dei fiori, alla presenza o assenza di fusto, alla forma delle foglie.

## Biologia
Al pari delle altre Angraecinae, la riproduzione della maggior parte delle specie di Jumellea è legata alla impollinazione entomofila da parte di farfalle notturne della famiglia Sphingidae. Tale interrelazione evolutiva è legata alla particolare morfologia del loro fiore, il cui lungo sperone nettarifero risulta accessibile solo ad insetti dotati di una lunga spirotromba. 
È stata inoltre documentata la possibilità di autoimpollinazione, come nel caso di Jumellea stenophylla. Il ricorso a tale modalità è probabilmente un adattamento evolutivo intervenuto in assenza di specifici impollinatori, in corso di colonizzazione di una nuova isola.

## Distribuzione e habitat
Le specie del genere Jumellea sono diffuse prevalentemente in Madagascar, ove è concentrata la maggiore biodiversità, in alcune isole dell'oceano Indiano occidentale (Comore, isole Mascarene) e nell'Africa centro-orientale.

## Tassonomia
Il genere comprende le seguenti specie:
- Jumellea alionae P.J.Cribb, 2009
- Jumellea ambrensis H.Perrier, 1938
- Jumellea amplifolia Schltr., 1925
- Jumellea angustifolia H.Perrier, 1938
- Jumellea anjouanensis (Finet) H.Perrier, 1941
- Jumellea arachnantha (Rchb.f.) Schltr., 1915
- Jumellea arborescens H.Perrier, 1938
- Jumellea bathiei Schltr., 1925
- Jumellea bernetiana J.-B.Castillon, 2011
- Jumellea bosseri Pailler, 2009
- Jumellea brachycentra Schltr., 1925
- Jumellea brevifolia H.Perrier, 1939
- Jumellea comorensis (Rchb.f.) Schltr., 1915
- Jumellea confusa (Schltr.) Schltr., 1915
- Jumellea cowanii (Ridl.) Garay, 1972
- Jumellea cyrtoceras Schltr., 1918
- Jumellea dendrobioides Schltr., 1925
- Jumellea densefoliata Senghas, 1964
- Jumellea divaricata (Frapp. ex Cordem.) Schltr., 1915
- Jumellea exilis (Cordem.) Schltr., 1915
- Jumellea fragrans (Thouars) Schltr., 1914
- Jumellea francoisii Schltr., 1925
- Jumellea gregariiflora H.Perrier, 1939
- Jumellea hyalina H.Perrier, 1938
- Jumellea ibityana Schltr., 1925
- Jumellea intricata H.Perrier, 1938
- Jumellea jumelleana (Schltr.) Summerh., 1951 (publ. 1952)
- Jumellea lignosa (Schltr.) Schltr., 1915
- Jumellea linearipetala H.Perrier, 1938
- Jumellea longivaginans H.Perrier, 1938
- Jumellea majalis (Schltr.) Schltr., 1915
- Jumellea major Schltr., 1925
- Jumellea marojejiensis H.Perrier, 1951
- Jumellea maxillarioides (Ridl.) Schltr., 1925
- Jumellea nutans (Frapp. ex Cordem.) Schltr., 1915
- Jumellea ophioplectron (Rchb.f.) Schltr., 1915
- Jumellea pachyceras Schltr., 1925
- Jumellea pachyra (Kraenzl.) H.Perrier, 1941
- Jumellea pailleri F.Rakotoar., 2011
- Jumellea papangensis H.Perrier, 1938
- Jumellea peyrotii Bosser, 1970
- Jumellea porrigens Schltr., 1925
- Jumellea punctata H.Perrier, 1938
- Jumellea recta (Thouars) Schltr., 1915
- Jumellea recurva (Thouars) Schltr., 1915
- Jumellea rigida Schltr., 1925
- Jumellea rossii Senghas, 1967
- Jumellea similis Schltr., 1925
- Jumellea spathulata (Ridl.) Schltr., 1925
- Jumellea stenoglossa H.Perrier, 1951
- Jumellea stenophylla (Frapp. ex Cordem.) Schltr., 1915
- Jumellea stipitata (Frapp. ex Cordem.) Schltr., 1915
- Jumellea tenuibracteata (H.Perrier) F.P.Rakotoar. & Pailler, 2012
- Jumellea teretifolia Schltr., 1925
- Jumellea triquetra (Thouars) Schltr., 1915
- Jumellea usambarensis J.J.Wood, 1982
- Jumellea walleri (Rolfe) la Croix, 2000
- Jumellea zaratananae Schltr., 1925